# Giorgos Katiforis
Giorgos Katiforis (n. 24 decembrie 1935, Atena, Regatul Greciei – d. 12 aprilie 2022) a fost un om politic grec, membru al Parlamentului European în perioada 1999-2004 din partea Greciei. 